# شهدخوار زیتونی
شهدخوار زیتونی (نام علمی: Cyanomitra olivacea) نام یک گونه از تیره شهدخواران است.